# Chính sách thị thực của Colombia
Du khách đến Colombia phải xin thị thực từ một trong những phái bộ ngoại giao Colombia trừ khi học đến từ một trong những quốc gia được miễn thị thực.

## Bản đồ chính sách thị thực

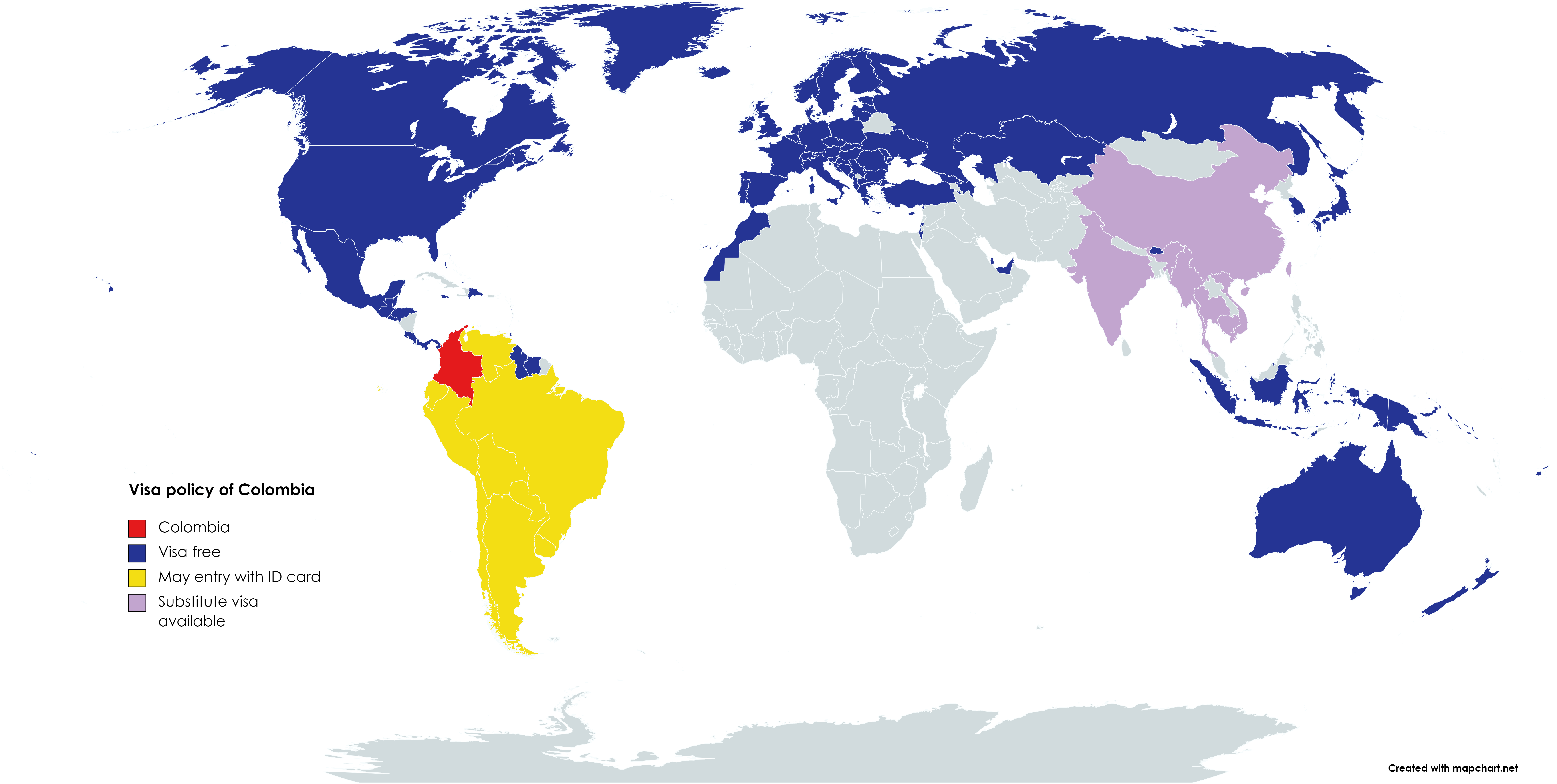
Chính sách thị thực của Colombia
Colombia
Miễn thị thực
Có thể nhập cảnh bằng thẻ căn cước

## Chính sách thị thực
Người sở hữu hộ chiếu của 95 quyền lực pháp lý sau không cần thị thực để đến Colombia tối đa 90 ngày (trừ khi có chú thích):
| - Tất cả công dân Liên minh Châu Âu \| - Andorra - Antigua và Barbuda - ArgentinaID 1 - Úc - Azerbaijan - Bahamas - Barbados - Belize - Bhutan - BoliviaID 1 - BrasilID 1 - Brunei - Canada2 - ChileID 1 - Costa Rica - Dominica - Cộng hòa Dominica - EcuadorID 1 - El Salvador - Fiji - Gruzia - Grenada - Guatemala \| - Guyana - Honduras - Hồng Kông (180 ngày) - Iceland - Indonesia - Israel - Jamaica - Nhật Bản - Kazakhstan - Liechtenstein - Malaysia - Quần đảo Marshall - Mexico - Monaco - Montenegro - Micronesia - New Zealand - Norway - Palau - Panama - Papua New Guinea - ParaguayID 1 - PeruID 1 \| - Philippines - Nga - Saint Kitts và Nevis - Saint Lucia - Saint Vincent và Grenadines - Samoa - San Marino - Singapore - Dòng Chiến sĩ Toàn quyền Malta - Quần đảo Solomon - Hàn Quốc - Suriname - Thụy Sĩ - Đài Loan - Trinidad và Tobago - Thổ Nhĩ Kỳ - Các Tiểu vương quốc Ả Rập Thống nhất - Anh Quốc3 - Hoa Kỳ - UruguayID 1 - Thành Vatican - VenezuelaID 1 \| | | |
| - Andorra - Antigua và Barbuda - ArgentinaID 1 - Úc - Azerbaijan - Bahamas - Barbados - Belize - Bhutan - BoliviaID 1 - BrasilID 1 - Brunei - Canada2 - ChileID 1 - Costa Rica - Dominica - Cộng hòa Dominica - EcuadorID 1 - El Salvador - Fiji - Gruzia - Grenada - Guatemala | - Guyana - Honduras - Hồng Kông (180 ngày) - Iceland - Indonesia - Israel - Jamaica - Nhật Bản - Kazakhstan - Liechtenstein - Malaysia - Quần đảo Marshall - Mexico - Monaco - Montenegro - Micronesia - New Zealand - Norway - Palau - Panama - Papua New Guinea - ParaguayID 1 - PeruID 1 | - Philippines - Nga - Saint Kitts và Nevis - Saint Lucia - Saint Vincent và Grenadines - Samoa - San Marino - Singapore - Dòng Chiến sĩ Toàn quyền Malta - Quần đảo Solomon - Hàn Quốc - Suriname - Thụy Sĩ - Đài Loan - Trinidad và Tobago - Thổ Nhĩ Kỳ - Các Tiểu vương quốc Ả Rập Thống nhất - Anh Quốc3 - Hoa Kỳ - UruguayID 1 - Thành Vatican - VenezuelaID 1 |

ID - Có thể nhập cảnh bằng thẻ căn cước.

1 - Thời hạn tối đa trong vòng 1 năm.

2 - Công dân Canadian có hộ chiếu phổ thông phải trả phí 190.000 peso Colombia trừ khi họ là khách du lịch dưới 14 hoặc trên 79 tuổi, hoặc những người đến San Andrés, Providencia và Santa Catalina.

3 - Đối với những người sở hữu hộ chiếu Anh mà không phải công dân Anh.
| Ngày thay đổi thị thực |
| --- |
| Danh sách này không đầy đủ, bạn cũng có thể giúp mở rộng danh sách. - 20 tháng 4 năm 2009: Russia - 22 tháng 10 năm 2013: Azerbaijan - 2014: Kazakhstan - tháng 9 năm 2017: Montenegro Đã hủy: - Nam Phi: tháng 9 năm 2017 |

Công dân của  Nicaragua mà là cư dân của Vùng tự trị Bắc Caribbe và Vùng tự trị Nam Bờ biển Caribbe được miễn thị thực đến Colombia.
- Colombia cũng yêu cầu công dân Cuba và người sở hữu hộ chiếu cấp bởi Palestine xin thị thực quá cảnh trước khi quá cảnh tại quốc gia này.[10]
- Du khách trên 6 tuổi đến San Andrés và Leticia phải mua thẻ du khách tại cửa khẩu với phí 105.000 peso và 30.000 peso.[2]
- Người sở hữu hộ chiếu ngoại giao hoặc công vụ của Trung Quốc, Ai Cập, Ấn Độ, Iran, Liban, Mông Cổ, Maroc, Thái Lan, Ukraina và Việt Nam và người sở hữu hộ chiếu công vụ của Cuba được miễn thị thực.[2]

### Thị thực thay thế
Người sở hữu hộ chiếu được cấp bởi các quốc gia và vùng lãnh thổ sau được miễn thị thực tối đa 90 ngày (trừ khi có chú thích) nếu họ sở hữu thị thực hoặc thẻ cư trú có hiệu lực của  Hoa Kỳ hoặc quốc gia Khối Schengen:
| - Campuchia - Trung Quốc - Ấn Độ - Macao (180 ngày) - Myanmar - Thái Lan - Việt Nam |

Miễn thị thực cũng áp dụng với người sở hữu Thẻ Xanh, nhưng không áp dụng với người sở hữu hộ chiếu C1 của Mỹ và người sở hữu hộ chiếu Schengen phải đảm bảo rằng thị thực của họ còn hiệu lực ít nhất 180 ngày từ ngày nhập cảnh.

## Thị thực điện tử
Du khách cần xin thị thực để đến Colombia có thể xin thị thực điện tử trong một số trường hợp.

## Thống kê du khách
Hầu hết du khách đến Colombia đều đến từ các quốc gia sau:
| Quốc gia    | 2016      | 2015      | 2014      |
| ----------- | --------- | --------- | --------- |
| Hoa Kỳ      | 498.960   | 428.927   | 376.566   |
| Venezuela   | 352.392   | 344.543   | 272.807   |
| Brazil      | 181.852   | 136.917   | 124.718   |
| Ecuador     | 167.121   | 149.593   | 126.743   |
| Mexico      | 158.975   | 144.618   | 110.172   |
| Peru        | 140.055   | 132.514   | 122.342   |
| Argentina   | 135.151   | 123.621   | 118.368   |
| Chile       | 127.271   | 109.994   | 102.696   |
| Tây Ban Nha | 104.623   | 100.087   | 95.325    |
| Panama      | 103.014   | 66.580    | 46.171    |
| Tổng        | 2.593.057 | 2.288.342 | 1.967.814 |